# Андреевка (Жарынское сельское поселение)
Андре́евка — деревня в Рославльском районе Смоленской области России. Входит в состав Жарынского сельского поселения. Население — 14 жителей (2007 год).
Расположена в южной части области в 20 км к юго-востоку от Рославля, в 4 км южнее автодороги А141 Орёл — Витебск. В 8 км северо-восточнее деревни расположена железнодорожная станция Любестово на линии Рославль — Брянск.

## История
В годы Великой Отечественной войны деревня была оккупирована гитлеровскими войсками в августе 1941 года, освобождена в сентябре 1943 года.